# 1996

## أحداث
- 29 فبراير: نهاية حصار ساراييفو والذي بدأ في 5 أبريل 1992.
- نهاية الحرب الشيشانية الأولى في 31 أغسطس 1996 والتي بدأت في 11 ديسمبر 1994.
- بداية حرب الكونغو الأولى في 24 أكتوبر 1996 والتي انتهت في 16 مايو 1997.
- فشل المحاولة الإنقلابية في قطر 1996
- تعيين الشيخ عبد الله بن خليفة آل ثاني رئيسًا لوزراء قطر
- تعيين الشيخ محمد بن خليفة آل ثاني نائبًا لرئيس مجلس وزراء قطر
- افتتاح مهرجان الأوداية للجاز
- إنتاج لغة البرمجة دلفي
- اكتشاف كوكب 16 الدجاجة ب ب الموجود في كوكبة الدجاجة وهو أول الكواكب المكتشفة التي تنتمي لما يسمى بمجموعة مثيلات المشتري غير النظامية
- إصدار الدولار الأنتاركتيكي

### يوليو
- جذب كوكب المشتري المذنب شوميكر - ليفي الذي لو اصطدم بالأرض لأدى إلى فناء البشرية.

### أغسطس
- 31 أغسطس - بدعوة من الحزب الديمقراطي الكردستاني، الجيش العراقي تهاجم مدينة أربيل عاصمة إقليم كردستان بمئات من الدبابات والآلاف من من عناصر الحرس الجمهوري لطرد قوات الاتحاد الوطني الكردستاني بزعامة جلال طالباني، بعد مقاومة لمدة عدة ساعات المدينة تسقط بيد الحرس الجمهوري وقوات الاتحاد الوطني تنسحب إلى مدينة السليمانية.
- 31 أغسطس - تأسيس حركة التوحيد والإصلاح المغربية .

### سبتمبر
- 12 سبتمبر - بعد مقاومة كبيرة مدينة السليمانية أهم وآخر معاقل الاتحاد الوطني الكردستاني تسقط بيد القوات المشتركة للحرس الجمهوري العراقي وقوات الحزب الديمقراطي الكردستاني.
- 26 سبتمبر - سيطرة طالبان على كل أفغانستان وإعلان نظام طالبان رسميًا

### أكتوبر
- 11 أكتوبر - قوات الاتحاد الوطني الكردستاني -إحدى الأطراف المتصارعة في إقليم كردستان تستعيد توازنها، وتحرر مدينة السليمانية والكثير من الأقضية والنواحي الأخرى من قوات الحزب الديمقراطي الكردستاني. وبعدها بشهر تقريبا يتم وقف إطلاق النار بين الطرفين بدون التوصل إلى اتفاق سلام.

### ديسمبر
- 5 ديسمبر - تعيين مادلين أولبرايت كأول وزيرة خارجية للولايات المتحدة الأمريكية

## مواليد

### يناير
- 1 يناير
  - أندرياس بيريرا، لاعب كرة قدم برازيلي بلجيكي.
  - محمود داوود، لاعب كرة قدم ألماني سوري.
- 4 يناير
  - إيما ماكي، ممثلة إنجليزية فرنسية.
  - تشو مينغ تشن، إحاثي صيني.
- 5 يناير
  - تايلر يوليس، لاعب كرة سلة أمريكي.
  - ماكس بالدري، ممثل إنجليزي.
- 6 يناير - كورتني إيتون، ممثلة أسترالية.
- 7 يناير
  - إسحاق سوكسيس، لاعب كرة قدم نيجيري.
  - هيلي شاه، ممثلة هندية.
- 8 يناير
  - ريوان أمين، لاعب كرة قدم هولندي عراقي.
  - ليلى عبد الله، ممثلة لبنانية تعمل في الكويت.
- 9 يناير - أوانا غريغوري، ممثلة رومانية أمريكية.
- 10 يناير - تارة فارس، عارضة أزياء عراقية.
- 11 يناير - ليروي ساني، لاعب كرة قدم ألماني.
- 12 يناير - إيلا هندرسون، مغنية بريطانية.
- 13 يناير - أنيتا هينريكدوتير، عدائة آيسلندية.
- 15 يناير - دوف كاميرون، ممثلة أمريكية.
- 16 يناير - جيني كيم، مغنية كورية.
- 18 يناير - سارة جيلمان، ممثلة أمريكية.
- 21 يناير
  - كريستيان بافون، لاعب كرة قدم أرجنتيني.
  - ماركو أسينسيو، لاعب كرة قدم إسباني.
- 22 يناير - سامي غايل، ممثلة أمريكية.
- 23 يناير
  - روبن لوفتوس-تشيك، لاعب كرة قدم إنجليزي.
  - شاشي غونزاليس، ممثلة أمريكية.
- 24 يناير - باتريك شيك، لاعب كرة قدم تشيكي.
- 25 يناير - محمد هاني، لاعب كرة قدم مصري.
- 26 يناير
  - زكريا بقالي، لاعب كرة قدم بلجيكي.
  - ماريا بيدرازا، ممثلة إسبانية.
  - هوانغ هي-تشان، لاعب كرة قدم كوري جنوبي.
- 29 يناير - نورا فوز الجابري، مغنية نرويجية.
- 31 يناير - جويل كورتني، ممثل أمريكي.

### فبراير
- 1 فبراير - أحمد أبو غوش، لاعب تايكواندو أردني.
- 2 فبراير - هاري وينكس، لاعب كرة قدم إنجليزي.
- 7 فبراير - ماي هاجيوارا، مغنية يابانية.
- 8 فبراير - كينيدي، لاعب كرة قدم برازيلي.
- 9 فبراير - جيمي بينيت، ممثل أمريكي.
- 11 فبراير
  - دانييل ميدفيديف، لاعب كرة مضرب روسي.
  - جوناثان تاه، لاعب كرة قدم ألماني.
  - لوكاس توريرا، لاعب كرة قدم أورغواياني.
- 14 فبراير
  - فيكتور كوفالينكو، لاعب كرة قدم أوكراني.
  - لوكاس هيرنانديز، لاعب كرة قدم فرنسي.
- 17 فبراير - ساشا بيتيرس، ممثلة أمريكية جنوب أفريقية.
- 21 فبراير - صوفي تيرنر، ممثلة إنجليزية.
- 23 فبراير - دي أنجيلو راسل، لاعب كرة سلة أمريكي.

### مارس
- 4 مارس - أنطونيو سانابريا، لاعب كرة قدم بارغواياني.
- 6 مارس - تيمو فيرنر، لاعب كرة قدم ألماني.
- 8 مارس - ناريمان الصابوري، ممثلة عراقية.
- 10 مارس - علي جولزاده، لاعب كرة قدم إيراني.
- 12 مارس - كريم حافظ، لاعب كرة قدم مصري.
- 15 مارس - ليفين أوزتونالي، لاعب كرة قدم ألماني.
- 18 مارس - مادلين كارول، ممثلة أمريكية.
- 24 مارس
  - فالينتينو لازارو، لاعب كرة قدم نمساوي.
  - مايلز تيرنر لاعب كرة سلة أمريكي.
- 25 مارس - علي جراغ ، لاعب كرة قدم كويتي.
- 26 مارس - كاثرين برناردو، ممثلة وعارضة أزياء فلبينية.
- 27 مارس - روزابيل لورنتي سيلرز، ممثلة أمريكية إيطالية.
- 28 مارس - بنجامين بافار، لاعب كرة قدم فرنسي.
- 31 مارس
  - أرتيم بيسييدين، لاعب كرة قدم أوكراني.
  - لايزا كوشي، ممثلة ومذيعة أمريكي

### أبريل
- 1 أبريل - زهير المترجي، لاعب كرة قدم مغربي.
- 4 أبريل - أوستن ماهون، مغني أمريكي.
- 9 أبريل
  - جيوفاني لو سيلسو، لاعب كرة قدم أرجنتيني.
  - إيمرسون هايندمان، لاعب كرة قدم أمريكي.
- 10 أبريل
  - أندرياس كريستنسن، لاعب كرة قدم دنماركي.
  - أودري يتبي، ممثلة أمريكية.
  - تاناسي كوكيناكيس، لاعب كرة مضرب أسترالي.
  - لويك نوتي، مغني بلجيكي.
- 11 أبريل - ديلي ألي، لاعب كرة قدم إنجليزي.
- 12 أبريل - ماتيو بوريتيني، لاعب كرة مضرب إيطالي.
- 14 أبريل - أبيجيل برسلين، ممثلة أمريكية.
- 16 أبريل - أنيا تايلور جوي، ممثلة أمريكية.
- 18 أبريل - دينزل دومفريس، لاعب كرة قدم هولندي.
- 23 أبريل
  - أليكس ماركيث، متسابق دراجات نارية إسباني.
  - تشارلي رو، ممثل إنجليزي.
- 24 أبريل - أشلي بارتي، لاعبة كرة مضرب أسترالية.
- 25 أبريل
  - آليسن آشلي آرم، ممثلة أمريكية.
  - ماك هورتون، سباح أمريكي.
- 29 أبريل - كاثرين لانغفورد، ممثلة أسترالية.

### مايو
- 2 مايو - جوليان براندت، لاعب كرة قدم ألماني.
- 3 مايو
  - أليكس إيووبي، لاعب كرة قدم نيجيري إنجليزي.
  - نوح ميونخ، ممثل أمريكي.
- 4 مايو - عبدو ديالو، لاعب كرة قدم فرنسي.
- 5 مايو - ميار شريف، لاعبة كرة مضرب مصرية.
- 10 مايو
  - تيوس جونز، لاعب كرة سلة أمريكي.
  - كاترينا سينياكوفا، لاعبة كرة مضرب تشيكية.
- 12 مايو - كوستاس تسيميكاس، لاعب كرة قدم يوناني.
- 14 مايو
  - بوكيمان يوتيوبر كندية مغربية.
  - مارتن غاريكس، دي جاي هولندي.
- 15 مايو - بيردي، مغنية إنجليزية.
- 17 مايو - رايان أوشا، ممثل أمريكي.
- 18 مايو - فيوليت بين، ممثلة أمريكية.
- 19 مايو - لاكشمي مينون، ممثلة هندية.
- 24 مايو - محمد خالد النصار ، لاعب كرة قدم كويتي.
- 28 مايو - فرح الزاهد، ممثلة مصرية
- 30 مايو - ألكساندر غولوفين، لاعب كرة قدم روسي.

### يونيو
- 1 يونيو - توم هولاند، ممثل أمريكي.
- 3 يونيو - لوكاس كلوسترمان، لاعب كرة قدم ألماني.
- 4 يونيو - ماريا باكالوفا، ممثلة بلغارية.
- 7 يونيو
  - غودفريد دونساه، لاعب كرة قدم غاني.
  - كريستيان مكافري، لاعب كرة قدم أمريكية.
- 12 يونيو - دافينسون سانشيز، لاعب كرة قدم كولومبي.
- 13 يونيو
  - كودي سميت-ماكفي ممثل أسترالي.
  - كينغسلي كومان، لاعب كرة قدم فرنسي.
- 15 يونيو - أورورا مغنية نرويجية.
- 18 يونيو - ألين خليلوفيتش، لاعب كرة قدم كرواتي.
- 19 يونيو - لاريسا إيورداتش، متسابقة جمباز رومانية.
- 20 يونيو
  - سام بينيت، لاعب هوكي جليد كندي.
  - مجيد حسيني، لاعب كرة قدم إيراني.
- 23 يونيو - رودي هرنانديز، لاعب كرة قدم إسباني.
- 24 يونيو - هاريس ديكنسون، ممثل ومخرج إنجليزي.
- 25 يونيو - ليلي بونز، ممثلة ومغنية ويوتيوبر فنزويلية أمريكية.
- 28 يونيو - دونا فيكيتش، لاعبة كرة مضرب كرواتية.
- 29 يونيو - بارت رامسيلار، لاعب كرة قدم هولندي.

### يوليو
- 3 يوليو - كينجي جيراك، مغني فرنسي.
- 6 يوليو - روبرت نايلور، ممثل كندي.
- 7 يوليو - يوسف آيت بن ناصر، لاعب كرة قدم مغربي.
- 11 يوليو
  - أليسيا كارا، مغنية كندية.
  - أندريا جيفكوفيتش، لاعب كرة قدم صربي.
- 12 يوليو - موسى ديمبيلي، لاعب كرة قدم فرنسي.
- 20 يوليو
  - بن سيمونز، لاعب كرة سلة أسترالي.
  - جوي براغ، ممثل أمريكي.
- 21 يوليو - أنيا شالوترا، ممثلة إنجليزية.
- 22 يوليو - سكايلر جيسوندو، ممثل أمريكي.
- 23 يوليو
  - ألكسندرا أندريسن، سيدة أعمال مليارديرة نرويجية.
  - دانييل برادبيري، مغنية أمريكية.
  - راشيل فوكس، ممثلة أمريكية.

### أغسطس
- 1 أغسطس - ميشيل وهبة، ممثلة لبنانية.
- 2 أغسطس - سيمون مانويل، سباحة أمريكية.
- 5 أغسطس - دايتشي كاماتا، لاعب كرة قدم ياباني.
- 7 أغسطس
  - داني سيبايوس، لاعب كرة قدم إسباني.
  - ليام جيمس، ممثل كندي.
- 10 أغسطس، جاكوب لاتيمور، مغني راب أمريكي.
- 12 أغسطس - أرثر ميلو، لاعب كرة قدم برازيلي.
- 14 أغسطس
  - بريانا هيلدبراند، ممثلة أمريكية.
  - سامويل غراندسير، لاعب كرة قدم فرنسي.
  - ماكسي غوميز، لاعب كرة قدم أورغواياني.
- 19 أغسطس - المعز علي، لاعب كرة قدم قطري سوداني.
- 21 أغسطس - سفيان أمرابط، لاعب كرة قدم مغربي هولندي.
- 24 أغسطس - كينزو شيراي، متسابق جمباز ياباني.
- 29 أغسطس - أناستاسيوس دونيس، لاعب كرة قدم يوناني.
- 30 أغسطس - غابرييل باربوسا، لاعب كرة قدم برازيلي.

### سبتمبر
- 1 سبتمبر - زيندايا، مغنية وممثلة أمريكية.
- 3 سبتمبر - جوي، مغنية وممثلة كورية.
- 5 سبتمبر - سيغريد، مغنية نرويجية.
- 9 سبتمبر - جايرو رايديفالد، لاعب كرة قدم هولندي.
- 12 سبتمبر - كولين فورد، ممثل أمريكي.
- 13 سبتمبر - ليلي راينهارت، ممثلة أمريكية.
- 17 سبتمبر
  - إيليا بورنيل، ممثلة إنجليزية.
  - دويه كاليتا-كار، لاعب كرة قدم كرواتي.
- 19 سبتمبر - بيا ميا، مغنية وعارضة أزياء غوامية.
- 23 سبتمبر
  - إي ها إي، مغنية وممثلة كورية.
  - يفغيني ريلوف، سباح روسي.
- 27 سبتمبر
  - إيمان بنت عبد الله الثاني، أميرة أردنية.
  - ماكسويل كورنيه، لاعب كرة قدم عاجي فرنسي.

### أكتوبر
- 3 أكتوبر - كيليتشي إيهيناتشو، لاعب كرة قدم نيجيري.
- 8 أكتوبر - أولا أينا، لاعب كرة قدم نيجيري إنجليزي.
- 9 أكتوبر - بيلا حديد، عارضة أزياء أمريكية.
- 15 أكتوبر - شارلي موسوندا، لاعب كرة قدم بلجيكي.
- 23 أكتوبر - سام بيرنز، ناشط أمريكي.
- 24 أكتوبر - جيلين براون، لاعب كرة سلة أمريكي.
- 27 أكتوبر - ناديم أميري، لاعب كرة قدم ألماني.
- 28 أكتوبر - ياسمين جيسيكا أنتوني، ممثلة أمريكية.
- 30 أكتوبر - ديفين بوكر، لاعب كرة سلة أمريكي.

### نوفمبر
- 1 نوفمبر - ليل بيب، مغني راب أمريكي.
- 7 نوفمبر - لورد، مغنية نيوزلندية.
- 11 نوفمبر
  - آدم أوناس، لاعب كرة قدم جزائري فرنسي.
  - تاي شيريدان، ممثل أمريكي.
- 14 نوفمبر - بورنا كوريتش، لاعب كرة مضرب كرواتي.
- 15 نوفمبر - مالك جيفرسون، لاعب كرة قدم أمريكية.
- 16 نوفمبر - براندان موراي، مغني أيرلندي.
- 17 نوفمبر - روث جيبيت، عدائة كينية.
- 18 نوفمبر
  - أكرم عفيف، لاعب كرة قدم قطري.
  - نواه رينجر، ممثل أمريكي.
- 20 نوفمبر - دينيس زكريا، لاعب كرة قدم سويسري.
- 22 نوفمبر
  - ماديسون دافنبورت، ممثلة أمريكية.
  - هيلي بالدوين، عارضة أزياء أمريكية.
- 26 نوفمبر - لوان أمرا، ممثلة ومغنية فرنسية.
- 29 نوفمبر - غونسالو غيديس، لاعب كرة قدم برتغالي.

### ديسمبر
- 1 ديسمبر - سوي شتراوب، مغنية نمساوية.
- 3 ديسمبر - شوق الهادي، ممثلة كويتية.
- 4 ديسمبر - ديوغو جوتا، لاعب كرة قدم برتغالي.
- 6 ديسمبر - ستيفاني سكوت، ممثلة ومغنية أمريكية.
- 10 ديسمبر - كانغ دانييل، مغني كوري.
- 11 ديسمبر
  - إليزا مكارتني، قافزة زانة نيوزلندية.
  - هيلي ستاينفيلد، ممثلة أمريكية.
- 12 ديسمبر - لوكاس هيدجز، ممثل أمريكي.
- 15 ديسمبر - أولكسندر زينتشنكو، لاهب كرة قدم أوكراني.
- 16 ديسمبر
  - سيرجيو ريغيلون، لاعب كرة قدم إسباني.
  - ويلفريد نديدي، لاعب كرة قدم نيجيري.
- 17 ديسمبر - إليزافيتا توكتاميشيفا، راقصة جليد روسية.
- 19 ديسمبر - فرانك كيسي، لاعب كرة قدم عاجي.
- 21 ديسمبر - كايتلين ديفير، ممثلة أمريكية.
- 23 ديسمبر - بارتوش كابوستكا، لاعب كرة قدم بولندي.
- 29 ديسمبر - ديلان مينيت، ممثل وموسيقي أمريكي.

## وفيات
- ذو النون أيوب، روائي وصحفي عراقي.

### يناير

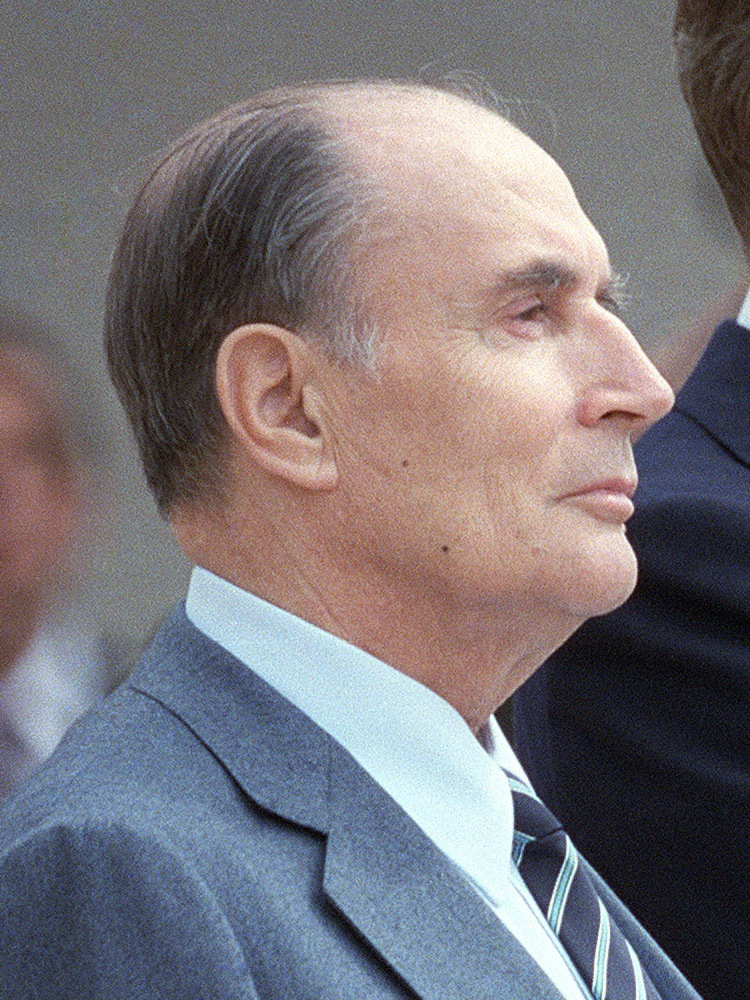
الرئيس فرنسوا ميتران

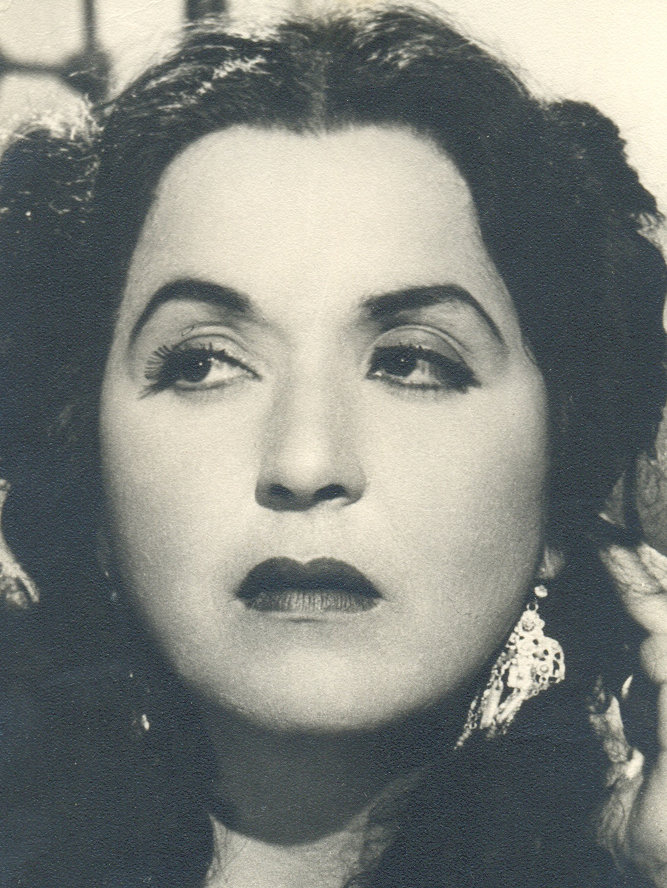
الممثلة فاطمة رشدي

- 5 يناير:  يحيى عياش، قائد فلسطيني.
- 8 يناير:  فرنسوا ميتران، رئيس جمهورية فرنسا.
- 9 يناير:  عبد الله القصيمي، مفكر سعودي.
- 15 يناير:  عبد الوهاب محمد، شاعر غنائي مصري.
- 23 يناير:  فاطمة رشدي، ممثلة مصرية.

### فبراير
- 9 فبراير:  عادل أدهم، ممثل مصري.
- 11 فبراير:  وجيه البارودي، طبيب وشاعر سوري.
- 29 فبراير:  خالد محمد خالد، مفكر إسلامي مصري.

### مارس
- 9 مارس:  محمد الغزالي، عالم دين إسلام مصري.

### مايو
- 3 مايو:  زوزو نبيل، ممثلة مصرية.
- 6 مايو:  محمد الشرقاوي، ممثل مصري.
- 26 مايو:  حسام مهيب، رائد الرسوم المتحركة والخدع السينمائية والإعلانات، مصري.

### يونيو
- 22 يونيو:  صلاح أبو سيف، سيناريست مصري.
- 23 يونيو:  عاطف الطيب، مخرج سينمائي مصري.
- 26 يونيو:  عبد البديع العربي، ممثل مصري.

### أغسطس
- 6 أغسطس:  محمد البدر حميد الدين، سياسي يمني.
- 16 أغسطس:  سليمان الجندي، ممثل مصري.
- 24 أغسطس:  صالح مرسي، أديب جاسوسية مصري.

### سبتمبر
- 11 سبتمبر:  لطيفة الزيات, كاتبة وسيناريست مصرية.
- 13 سبتمبر:  توباك شاكور، مغني أمريكي.
- 20 سبتمبر:  مرتضى بوتو، سياسي باكستاني.
- 26 سبتمبر:  محمد بن سليمان الجراح، نحوي وفقيه حنبلي
- 27 سبتمبر:  محمد نجيب الله، سياسي أفغاني شغل منصب رئيس البلاد.

### أكتوبر
- 11 أكتوبر:  بيير جريمال، مؤرخ فرنسي.
- 22 أكتوبر:  محمد الشويحي، ممثل مصري.

### نوفمبر
- 12 نوفمبر:  محمد طه، مطرب شعبي مصري.
- 12 نوفمبر - خالد الشبيلي، طيار سعودي.
- 28 نوفمبر:  عبد الهادي كامل، شاعر فلسطيني.

### ديسمبر

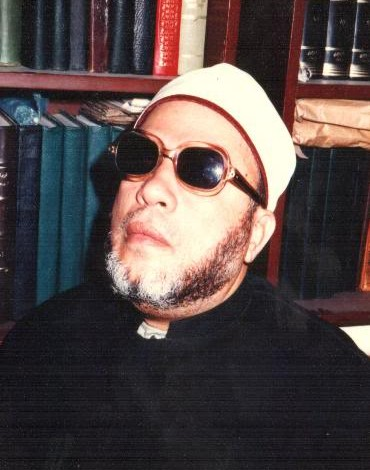
الداعية عبد الحميد كشك

- 3 ديسمبر:  عبد الله العلايلي، لُغَوِيٌّ، مُفَكِّرٌ، فَقِيهٌ، مُنَظِّرٌ لبناني.
- 6 ديسمبر:  عبد الحميد كشك، داعية مسلم مصري.
- 9 ديسمبر:  كرم مطاوع، ممثل ومخرج مصري.
- 25 ديسمبر:  سو بيلي ثورمان، مؤلفة ومُحَاضرة ومؤرخة وناشطة أمريكية في مجال الحقوق المدنية.

## جوائز عالمية

### جائزة نوبل
- في الفيزياء – الأمريكيين روبرت ريتشاردسون ودوغلاس أوشيروف ودافيد لي.
- في الكيمياء – البريطاني ريتشارد سمولي والأمريكيان روبرت كورل وهارولد كروتو.
- في الطب – الأسترالي بيتر دوهرتي والسويسري رولف تسينكرناغل.
- في الأدب – البولندية فيسوافا شيمبورسكا.
- في السلام – تبمور الشرقية كارلوس فيليب اكسيمنس بيلو وخوزيه راموس هورتا.
- في الاقتصاد – البريطاني جيمس ميرليس والأمريكي ويليام فيكري.

### جائزة الملك فيصل العالمية
- في خدمة الإسلام – الكويتي عبد الرحمن السميط.
- في الدراسات الإسلامية – العراقي أكرم ضياء العمري.
- في اللغة العربية والأدب – السعودي حمد الجاسر.
- في الطب – مناصفة بين السويدي بنجت روبرتسون والياباني تتسورو فوجي وارا[الألمانية].
- في العلوم – مناصفة بين الأمريكيان غونتر بلوبل وجيمس روثمان والبريطاني هيو بلام.